# Consonne linguo-labiale
Cette page contient des caractères spéciaux ou non latins. S’ils s’affichent mal (▯, ?, etc.), consultez la page d’aide Unicode.

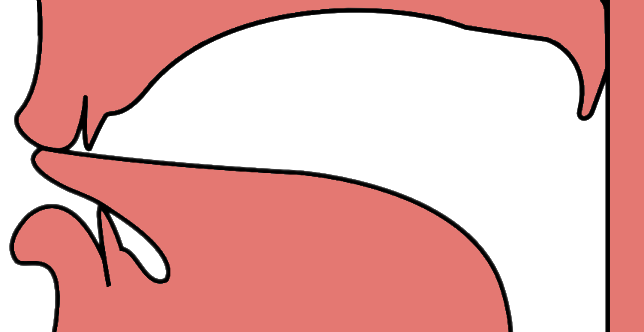
occlusive linguo-labiale

Une consonne linguo-labiale (ou une linguo-labiale par souci de concision), aussi appelé consonne apico-labiale, désigne, en phonétique articulatoire, une consonne apicale dont le lieu d'articulation est situé au niveau de la lèvre supérieure ; la constriction est obtenue avec la pointe de la langue.
Les linguo-labiales sont des consonnes rares ; elles se trouvent entre autres dans certaines langues d'Océanie telles que l'araki parlé au Vanuatu.

## Linguo-labiales de l'API
L'alphabet phonétique international n'a pas de symbole spécifique pour les linguo-labiales ; le signe diacritique mouette souscrite ‹ ◌̼ › est ajouté au symbole d'une consonne apicale correspondante, ou le signe diacritique pontet renversé souscrit ‹ ◌̺ › est ajouté au symbole d’une consonne bilabiale correspondante :
- occlusives
  - t̼ ou p̺, occlusive linguo-labiale sourde
  - d̼ ou b̺, occlusive linguo-labiale sonore
- nasale
  - n̼ ou m̺ , nasale linguo-labiale
- fricatives
  - θ̼ ou ɸ̺, fricative linguo-labiale sourde
  - ð̼ ou β̺, fricative linguo-labiale sonore
- battue
  - ɾ̼, battue linguo-labiale
- battue latérale
  - ɺ̼, battue latérale linguo-labiale

La nasale linguo-labiale est parfois rendue par la bilabiale [m̼]. Cet usage n'est pas recommandé par l'API.

## Voir également
- Lieu d'articulation